# Delta Lloyd
Delta Lloyd é uma seguradora neerlandesa com operações nos Países Baixos, na Bélgica e na Alemanha. É composta pela Delta Lloyd, pela OHRA, pela ABN AMRO Verzekeringen e por alguns pequenos bancos. A empresa é a sexta maior seguradora dos Países Baixos, tendo uma quota de mercado de cerca de 8%.
A empresa é detida pela Aviva (43.1%) e pela fundação neerlandesa Nuts OHRA (8%), estando o remanescente (38-42%) disperso  em bolsa.

## História
O primeiro antecessor da Delta Lloyd foi a Hollandsche Societeit van Levensverzekeringen, fundada em 1807. Em 1967 esta empresa fundiu-se com a Amsterdamsche Maatschappij van Levensverzekeringen e foi então renomeada Delta. Finalmente, em 1969 a Delta fundiu-se com a NedLloyd. No ano de 1973, todas as acções da Delta foram adquiridas pela empresa britânica Commercial Union (actualmente Aviva).
Em 1999 a Delta Lloyd fundiu-se com a OHRA. A empresa adoptou a designação Delta Lloyd Group em 2002.

### Oferta Pública Inicial
O grupo Delta Lloyd Group estreou-se oficialmente na bolsa Euronext Amsterdam no dia 3 de Novembro de 2009. A Delta Lloyd dispersou em bolsa 38 a 42% das suas acções, tendo o seu principal accionista Aviva reduzido a participação na empresa de 92% para 50-54%. O outro accionista da Delta Lloyd, Nuts OHRA, manteve a sua quota de 8%.